# Stellenbosch
Stellenbosch est une ville d'Afrique du Sud située dans la province du Cap-Occidental. Fondée en 1679 par le commandeur de la colonie du Cap, Simon Van der Stel dont elle tient le nom, elle est la deuxième plus ancienne ville d'Afrique du Sud. Elle est également le siège d'une municipalité homonyme.
Située à une cinquantaine de kilomètres de la ville du Cap, au bord de la Eerste Rivier, la cité des chênes (Eikestad en afrikaans et néerlandais) est réputée pour son université, son architecture hollandaise, son industrie viticole et pour les Springboks. Elle fut aussi un important foyer du nationalisme afrikaner durant le XXe siècle.

## Démographie

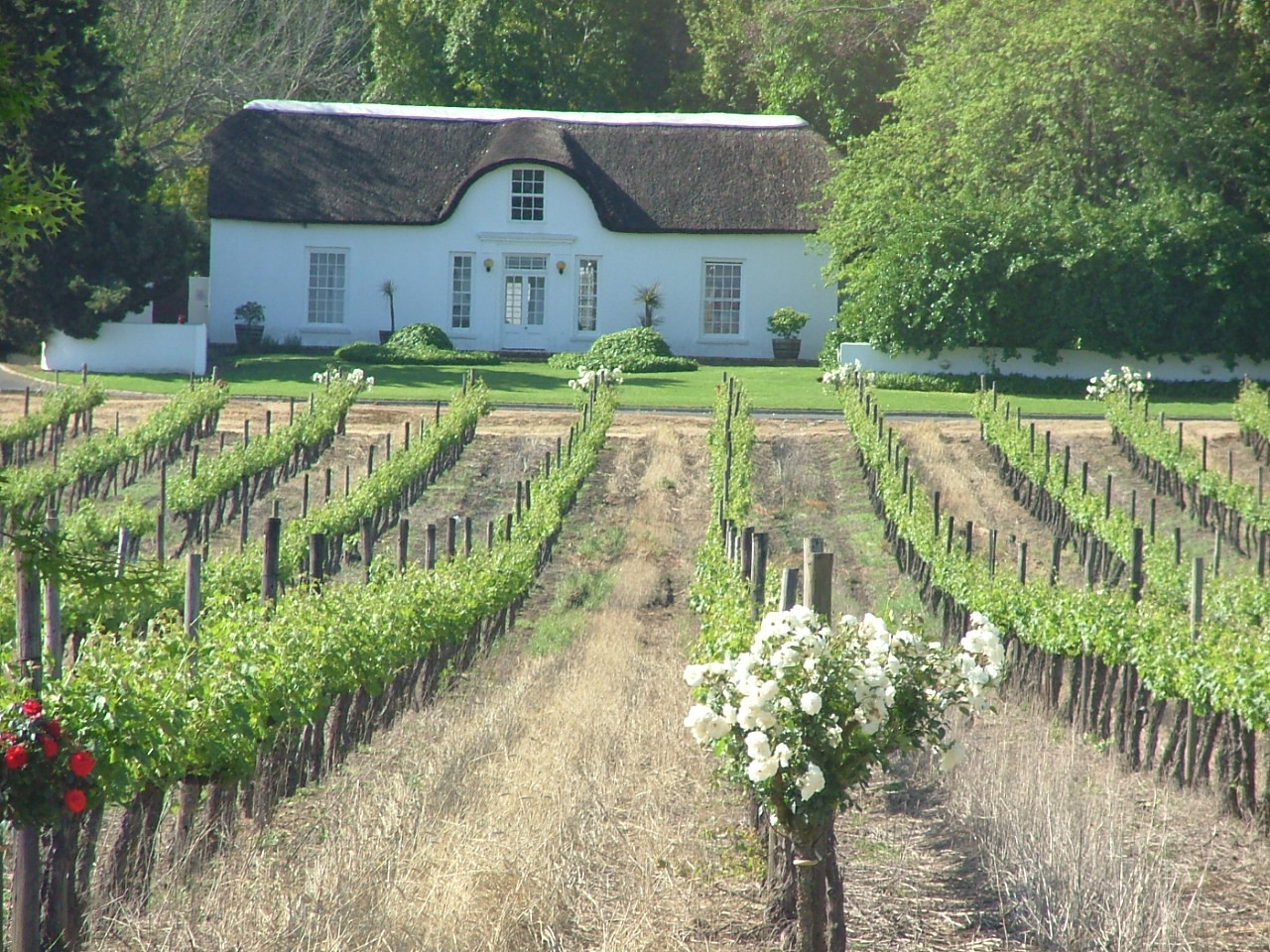
Vignoble de la région de Stellenbosch

Située à une cinquantaine de kilomètres du Cap, la ville de Stellenbosh compte 19 068 habitants, principalement blancs (65,56 %) et coloureds (16,26 %), de langue afrikaans (71,02 %). La zone urbaine, comprenant Stellenbosch et les quartiers et secteurs de Welgevonden, Cloetesville, Khayamandi, Pappegaai, La Colline, Tennantville, Idasvallei, Onder Papegaaiberg, Devon Valley, Dalsig, Kleingeluk, Paradyskloof et Brandwacht, compte 77 476 habitants (36 % de noirs, 35 % de coloureds et 26 % de blancs).
Les quartiers de Cloetesville, Tennantville et Idasvalleie abritent la majorité de la population coloured (88 % des 15 390 habitants de Cloetesville et 93 % des 8 762 habitants de Idasvalleie) tandis que le township de Kayamandi concentre la population noire (94 % des près de 25 000 habitants).
Stellenbosch fait partie d'une municipalité éponyme de 155 733 habitants dont 52,24 % sont des coloureds, 28,07 % des noirs et 18,46 % sont des blancs (2011).
La langue maternelle de 67,66 % des habitants de la municipalité est l'afrikaans.

## Climat et environnement
Le climat de type méditerranéen a favorisé la viticulture dans la région. La ville est ainsi située au cœur de la région des vignobles sud-africains et présente un attrait touristique indéniable avec ses nombreux édifices du XVIIe-XVIIIe siècle de style Cape Dutch (le style colonial des Hollandais).

## Historique

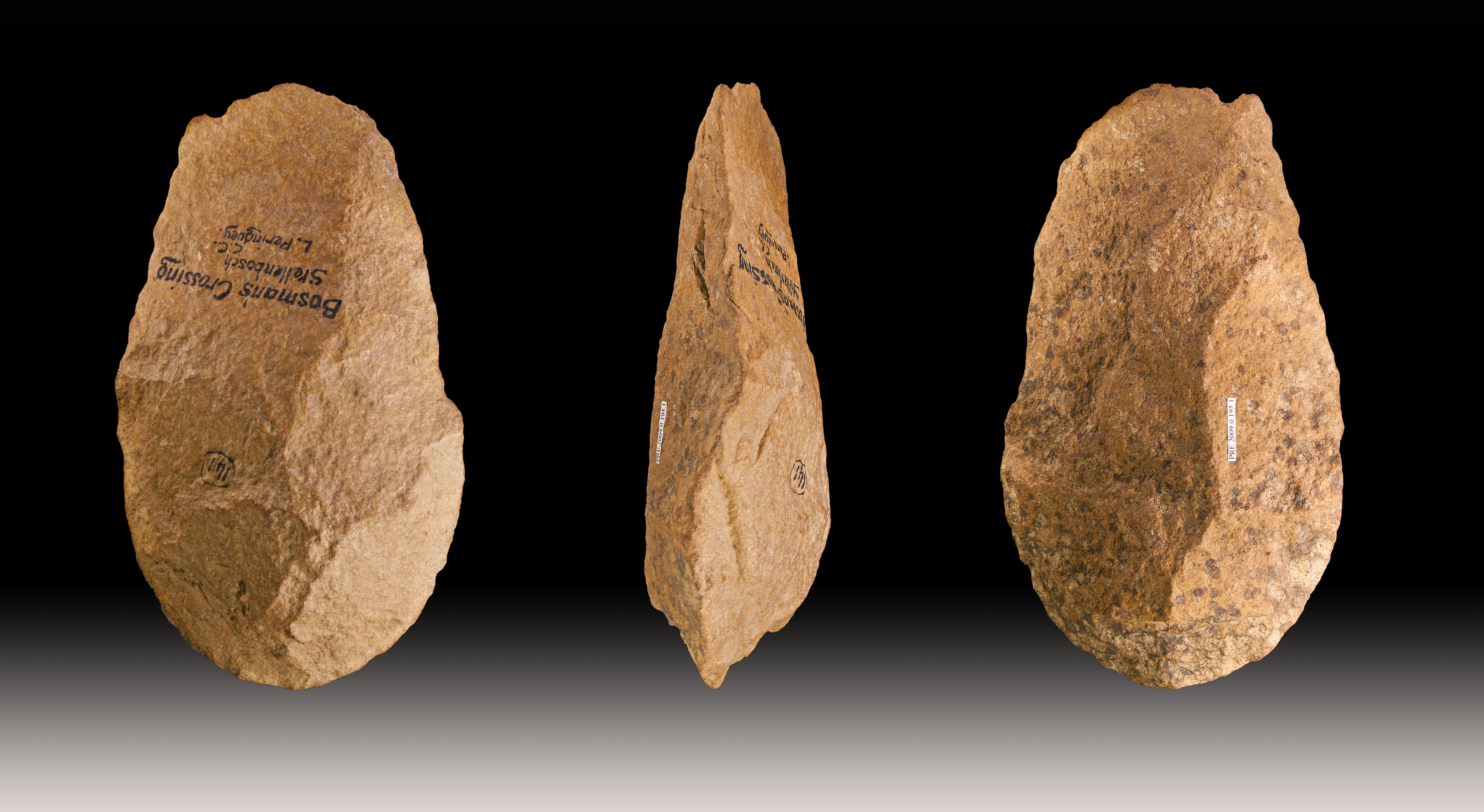
Biface de Stellenbosch – Muséum de Toulouse

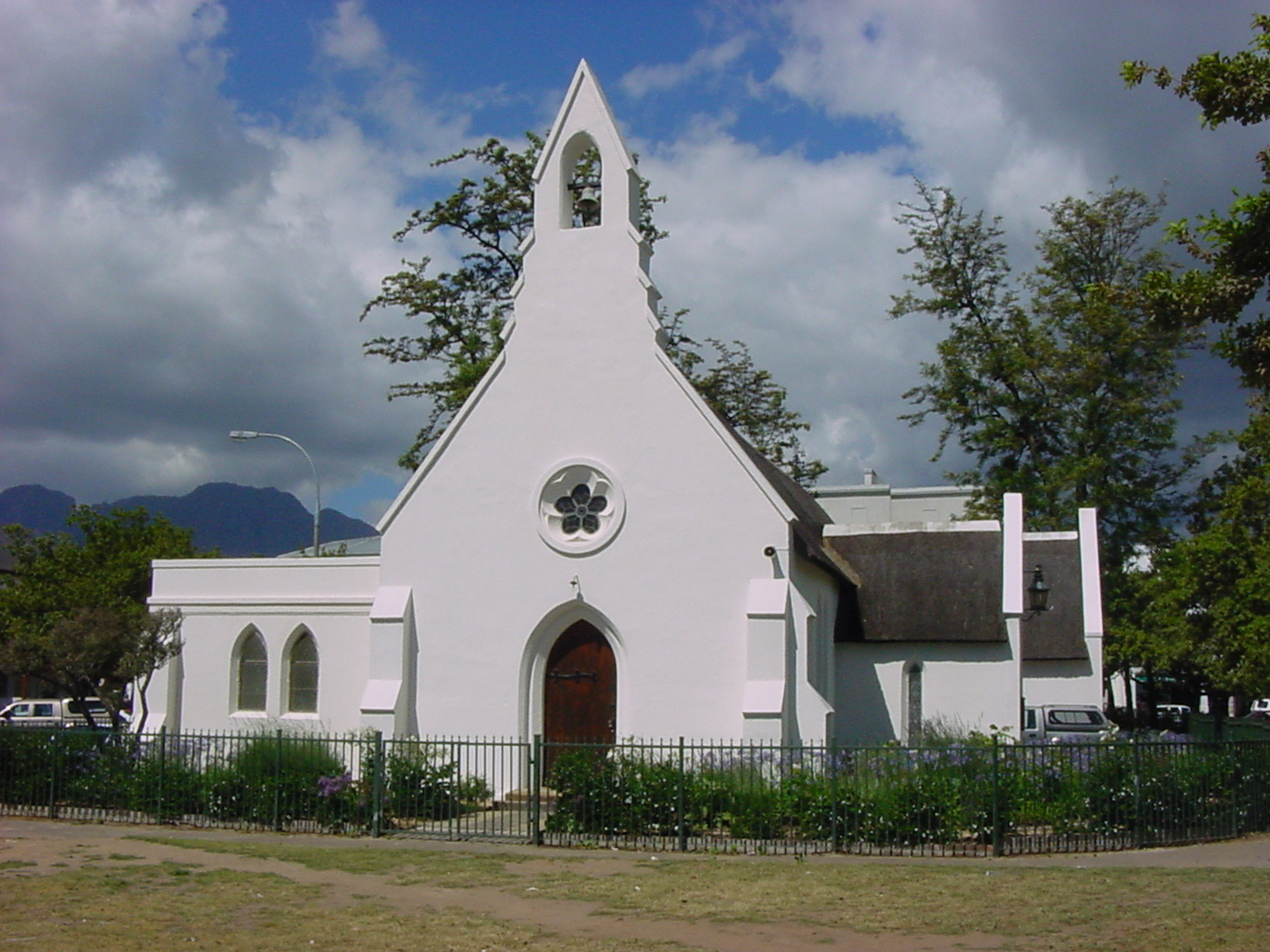
Église anglicane Sainte-Marie (1852) à Stellenbosch

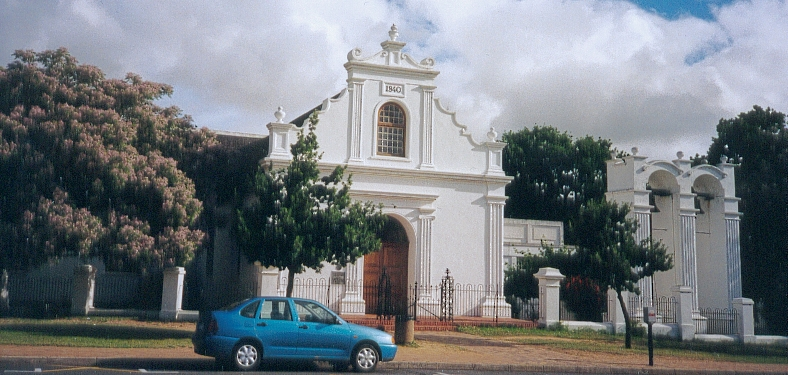
L'église rhénane de Stellenbosch

Des traces de mobilier préhistorique ont été retrouvées par le naturaliste Sud-Africain d'origine française Louis Péringuey, les premiers peuplements remontent au paléolithique inférieur.
La ville de Stellenbosch fut fondée en 1679 par le deuxième gouverneur du Cap, Simon Van der Stel en l'honneur duquel elle fut baptisée. Van der Stel trouvait là au bord d'une rivière des terres fertiles et irriguées. Il distribua des lots de terres aux nouveaux citoyens libres de la colonie et planta des chênes, anticipant les besoins en bois, indispensables au développement de la colonie. À partir de 1688, des huguenots viennent y développer la viticulture. ils en feront une industrie vitale de la région.

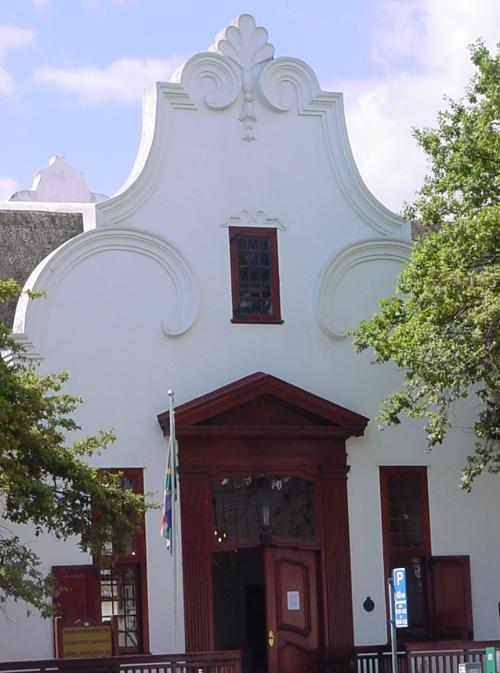
Façade de style Cape Dutch à Stellenbosh

Stellenbosch est devenue rapidement une des villes les plus afrikaners de la colonie du Cap depuis l'établissement en 1863 d'un séminaire protestant. Le Stellenbosch college ouvert en 1886 devint par la suite un grand centre universitaire concrétisé en 1918 par la fondation de l'Université de Stellenbosch (15 000 étudiants annuels). Elle rivalise aussi avec la ville de Paarl comme centre culturel des peuples de langue afrikaans.
Au XXe siècle, elle fut un bastion du Parti national et l'Université de Stellenbosch, un foyer des théoriciens nationalistes comme Hendrik Verwoerd. De nombreux hommes politiques afrikaners y ont été formés. Aujourd'hui, Stellenbosch University est le seul établissement d’Afrique du Sud à conserver une part dominante de son enseignement en langue afrikaans, une particularité qui pour certains représente « l’ombre de l’apartheid qui plane encore sur l’Afrique du Sud ».
À partir de 1918, des camps de squatters s'établirent dans un quartier non construit de la municipalité. Surnommé d'abord "Kafferland", ce quartier devint en 1941 le township de Kayamandi, administré par la municipalité qui décida d'y regrouper toutes les populations de couleurs. Après 1950, le township fut géré selon les principes du Group Areas Act, une des lois piliers de l'apartheid, séparant les quartiers en fonction de la catégorie ethnique de ses habitants. Kayamandi devint le township des populations noires, principalement des xhosas alors que les métis du Cap étaient assignés à Cloetesville, un quartier situé en bordure de Stellenbosch.
Après 1994, la ville devint un bastion des partis d'opposition.

## Tourisme

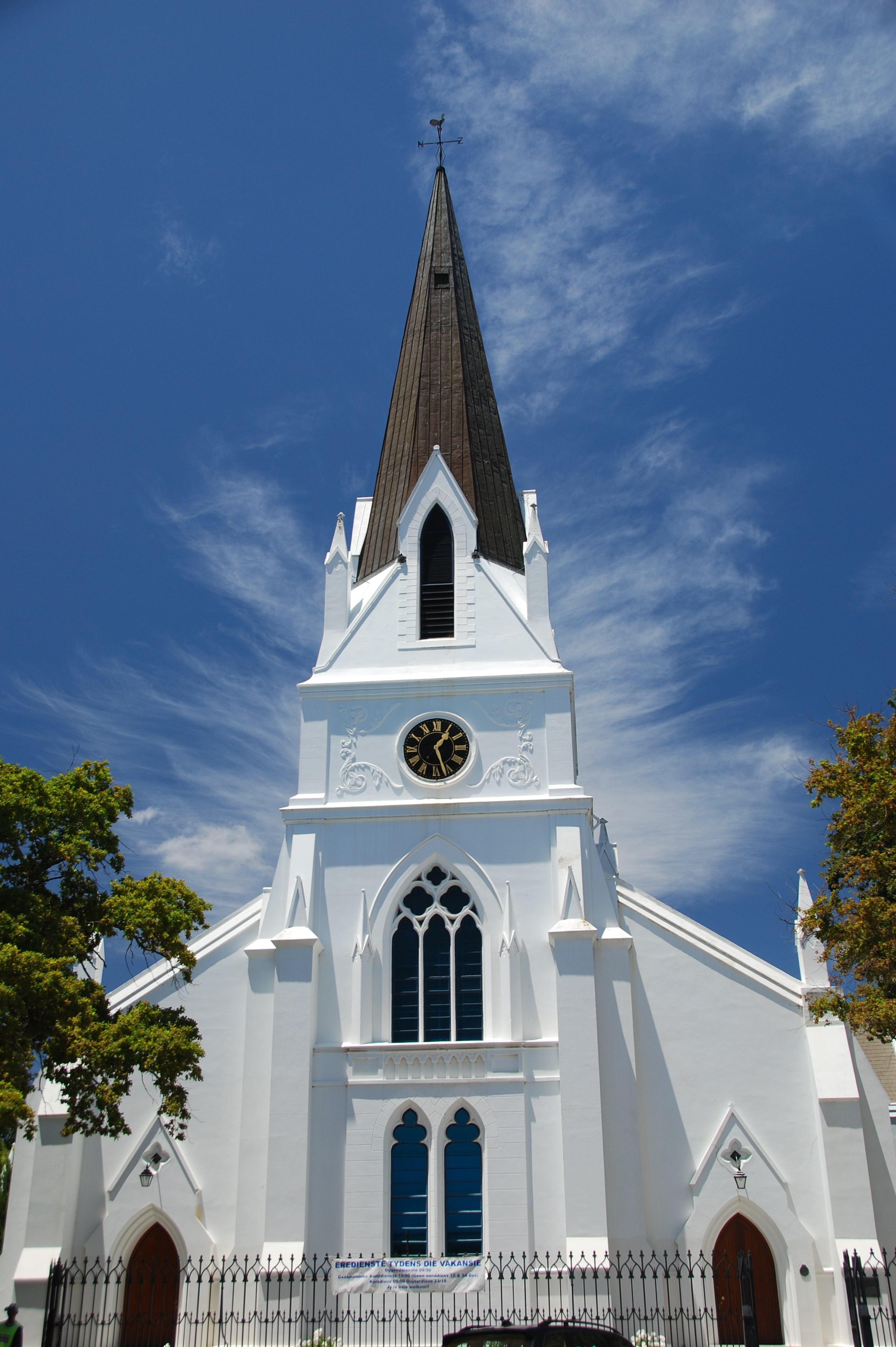
Moederkerk, église emblématique de Stellenbosch

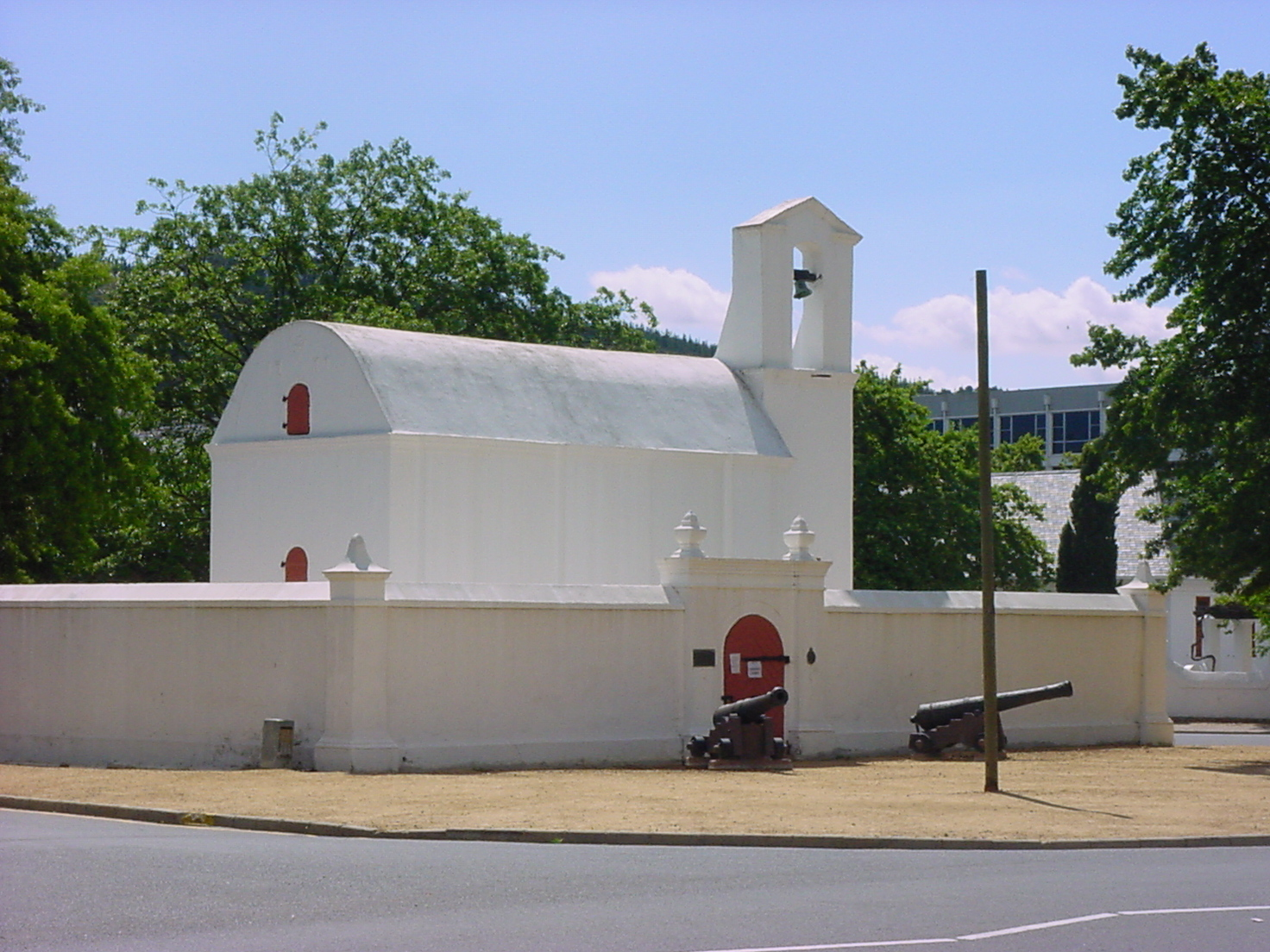
L'arsenal sur le Braak de Stellenbosch

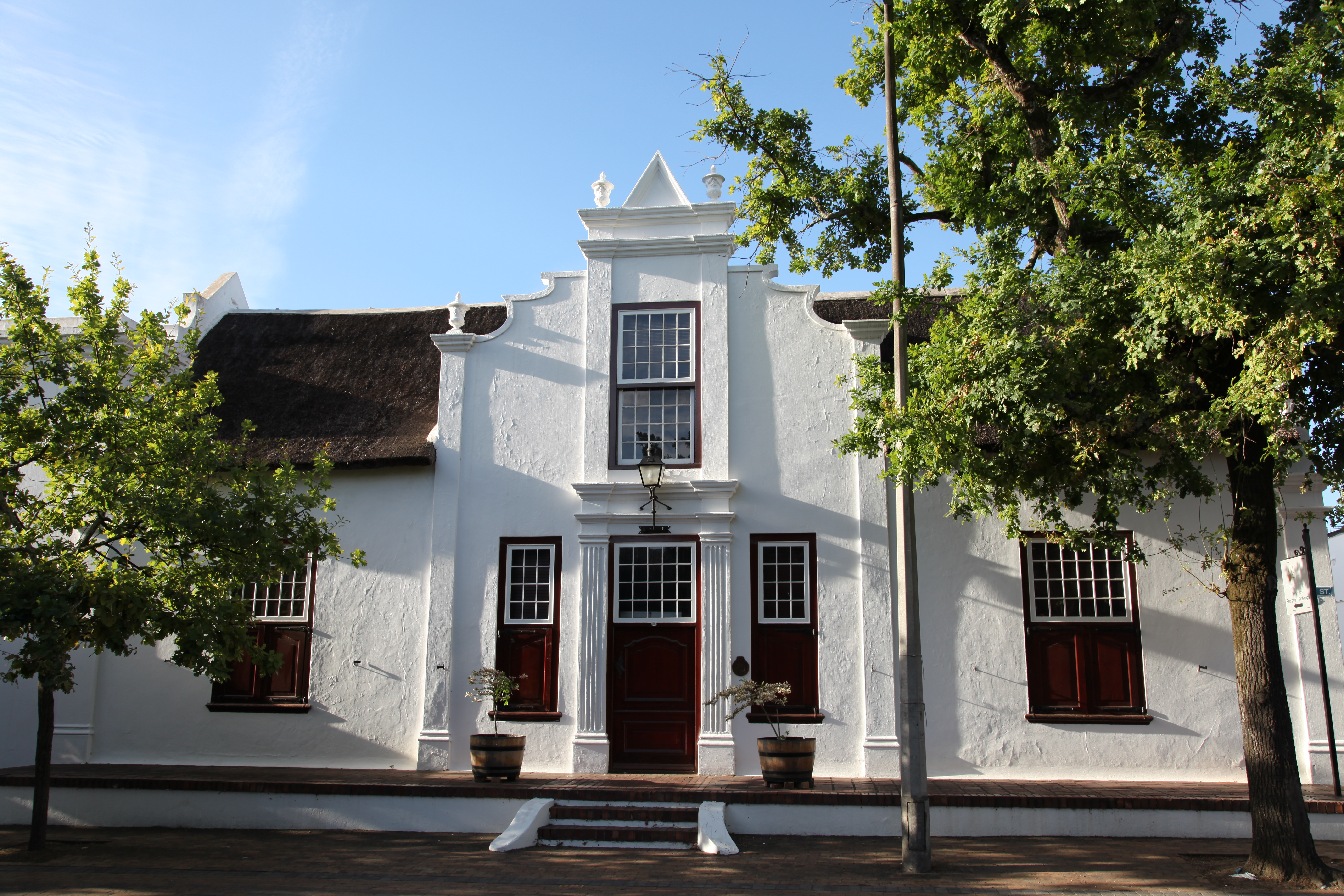
Ackerman House (1815) sur Dorp Street

Stellenbosch est considéré comme l'un des joyaux touristiques de la province du Cap-Occidental. La ville est très réputée pour ses édifices de style Cape-Dutch (architecture néerlandaise du Cap), ses rues bordées de chênes centenaires, pour son campus universitaire et pour les vignobles de la région.
Dorp Street est l'ancienne route principale qui menait au Cap. Elle est considérée comme la rue la plus ancienne et la mieux conservée du pays. Elle est bordée d'édifices coloniaux de styles hollandais ou victorien comme "Old Reading Room", la vieille église luthérienne (1851), "Kolonieshuis", "Voorgelegen", la maison de La Gratitude (1798), Libertas-Parva (1783) avec sa galerie et l’Oude Meester-Wine-Museum.
Le "Braak" est une esplanade verdoyante au centre de Stellenbosch, autrefois utilisé comme champ pour les parades militaires. Elle est bordée par l'église Moederkerk, d'architecture néo-gothique et emblème historique de la ville, par une grande maison bourgeoise de 1797 transformée en musée, par l’arsenal, par l’Église anglicane Ste Mary (1852), par l’église des missionnaires du Rhin (1823) et par la vieille maison du coche (1790).
La maison Grosvenor (1786) abrite une partie du "Stellenbosch Village Museum" lequel regroupe un ensemble de maisons de style hollandais du XVIIe au XIXe siècle, restaurées dans leur état d'origine.
Les vallées de Stellenbosch, Paarl, et Franschhoek constituent les Cape Winelands (pays viticoles du Cap). La route des vins de Stellenbosch complète depuis 1971 les atouts touristiques de la ville.
Le roman de Deon Meyer Donkerdrif / Cupidité (2020) se déroule à Stellenbosch.

## La capitale des Springboks
Depuis 1902, l'équipe nationale de rugby à XV, les Springboks, a son quartier général à l'université de Stellenbosch où se situe leur stade d'entrainement.

## Anciens maires
- Marthinus Laurentius Neethling, maire de 1871 à 1874 et de 1901 à 1903
- Paul August Carl Dietrich (Paul) Cluver (1870-1944), maire de 1914 à 1921
- Charles Marais Neethling (1864-1949), maire de 1921 à 1934
- Louis Hofmeyr (1901-1961), maire de 1941 jusque vers 1945
- G.P. Blake, maire de 1952 à 1954
- John Collins, maire de 1954 à 1955
- Erika Theron (1907-1990), 1ère femme maire de Stellenbosch de 1955 à 1957[2]
- S.W. Liebenberg, maire de 1957 à 1958
- Willem Dempsey (1913-2011)
- Piet Lombard
- Mbuyiselo William Kalazana (1942-2021), maire de 1998 à 1999 (premier maire noir de la ville)[3]

## Personnalités locales
- Athol Fugard (1932-2025), dramaturge sud-africain
- Bruckner de Villiers, député de 1929 à 1938
- Erika Theron, professeur de sociologie et de sciences sociales à l'Université de Stellenbosch
- Johann Rupert, né à Stellenbosch
- Vincent Brümmer (1932-2021), théologien chrétien né à Stellenbosch